# ファイルマネージャ

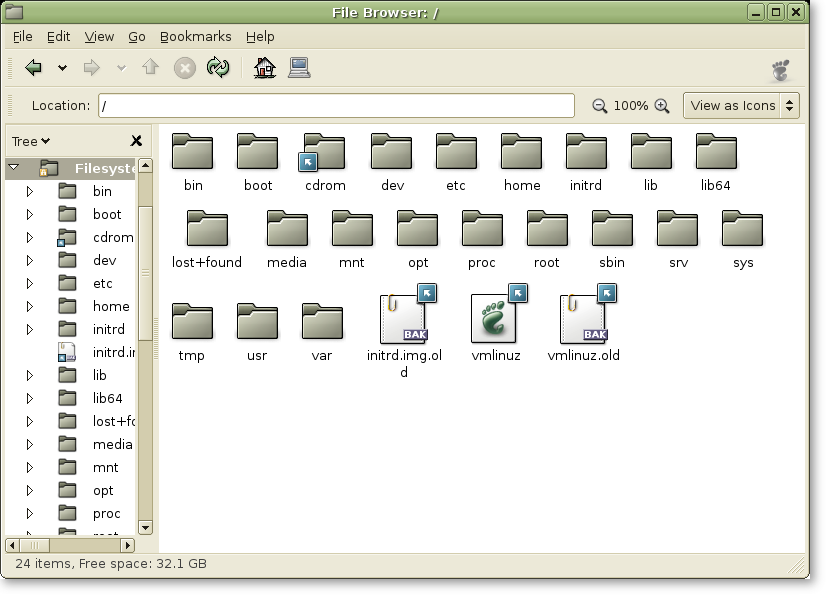
Nautilusファイルマネージャ

ファイルマネージャまたはファイルマネージャー（英: file manager、ファイラー、ファイル管理ソフト、ファイルブラウザ）は、ファイルシステムを扱うためのユーザインタフェースを提供するコンピュータ・プログラムである。ファイルの移動やコピー、削除、改名、検索といったファイル自体に対する操作、および、（一般に多くのファイルシステムにおいてファイルと同様のシステムになっている）ディレクトリ（フォルダー）に対する同様の操作ができることを基本とする（技術的には「ディレクトリエントリ」を対象とする操作）。さらに、ファイル名やファイルサイズといったメタデータ（Mac OSでいうFinder情報）の表示と、可能な場合はその編集、といった機能も持つ。
さらにその他に、拡張子などの情報に基づき、編集・表示・印刷などといった別のアプリケーションプログラムと連携するという機能を持つものも多い。また、FTP、NFS、SMB や WebDAV などを経由したネットワーク上のファイルなどといったものを、仮想的にファイルシステムと同様に扱えるというファイルマネージャーもある。
一般に、対象が階層型のファイルシステムであれば階層的に表示する。「戻る」や「進む」といったナビゲーションボタンのようなウェブブラウザに似た操作系を持つものもある。Windows Explorerなど、デスクトップ環境のグラフィカルシェルと深く連携する設計のものもある（Windowsのそれについては、en:Windows shellの記事を参照）。
ファイルシステムに対する操作は、コマンドラインインタプリタを通じてオペレーティングシステム (OS) 固有のコマンドを入力することで実行することもできるが、ファイルマネージャーを利用することで直感的に操作できるようになる。反面、操作を自動化するのには向いていない。
コンピュータに接続されている物理的・論理的なストレージデバイス（ディスクドライブ）を表示・管理する機能が統合されているものもある。
システムファイルや隠しファイルなど、うかつに編集・移動・削除できてしまっては困る重要なファイルおよびディレクトリは、通例ファイルマネージャー上では非表示になっている。例えばMicrosoft Windowsでは、既定で隠しファイルや隠しフォルダーが非表示になっているものの、設定変更により表示することもできる。
モバイルデバイス向けのOSでは、アプリケーションはサンドボックス内での動作のみが許可されるため、ファイルマネージャー系のアプリであってもストレージ内のすべてのファイルにアクセスすることはできない。

## 例
- MS-DOSなど
  - DOSSHELL（MS-DOS 4.0以降）
  - FD
  - FILMTN
  - HF
- Microsoft Windows
  - ファイルマネージャー (Windows)（Windows 3.x）
  - Windows Explorer（Windows 95以降）
  - BroadFiler
  - Explorer++
  - FAR Manager
  - Tablacus Explorer
  - Total Commander
  - X-Finder
- OS/2
  - ファイルマネージャー（OS/2 1.1以降）
- Classic Mac OS, macOS
  - Finder
- NEXTSTEP, Mac OS X Server 1.x
  - Workspace Manager
- iOS, iPadOS, visionOS
  - ファイル
- UNIX、Linuxなど
  - Dired
  - Dolphin
  - Konqueror
  - ファイル (GNOME)
  - Nemo
  - Thunar
  - Midnight Commander
  - PCMan File Manager
  - ROX-Filer
  - X File Explorer
- BSD
  - Insight File Manager
- Android
  - Android 8.0 Oreo以降の「ファイル」(Files)
  - Files by Google
  - サードパーティ製の各種ファイルマネージャー（ASUS ZenFone (Zenfone) やSamsung Galaxyなど、一部ベンダーの機種には専用のファイルマネージャーアプリが標準インストールされていることもある）
- ChromeOS
  - ファイル (Files)[3]